# 薩克森-科堡-薩爾費爾德的索菲公主
薩克森-科堡-薩爾費爾德的索菲（德語：Sophie von Sachsen-Coburg-Saalfeld，1778年8月16日—1835年7月9日），薩克森-科堡-薩爾費爾德公爵法蘭西斯的長女，英國維多利亞女王的阿姨。

## 家庭
1804年，索菲與埃曼努爾·馮·門斯多夫-普伊結婚，兩人共有五個兒子：
1. 于格·斐迪南（1806年—1847年）
2. 阿爾方斯（1810年—1894年）
3. 亞歷山大（英语：Alexander von Mensdorff-Pouilly, Prince von Dietrichstein zu Nikolsburg）（1813年—1871年）
4. 利奧波德·埃曼努爾（1815年—1832年），早逝
5. 亞瑟·奧古斯特（1817年—1904年）